# ナノ・インベーダーズ
『ナノ・インベーダーズ』は、2014年10月10日から2015年10月4日までBSジャパンで放送されていた連続テレビアニメーション作品。

## 概要
テレビ東京が中国におけるアニメビジネス事業を展開する一環として現地の業者に制作・放送を委託した『纳米神兵』を、日本国内用にローカライズした作品（以後特記無き場合は、このローカライズされた作品を日本語版『ナノ・インベーダーズ』とし、それに関しての記述とする）。

## ストーリー
突如、ネオシティと呼ばれる街に巨大怪物・デイモンビーストが出現、暴れだした。そこに獣人のような少女と少年、そして男の計3人が現れてモンスターを倒し、忽然と去っていった。
この獣人たちの見た目は同じだが、実はアニマ星人（アニマジン）の少女・ミミとその親子。そして、偶然アニマジンに変身する力を得た地球人の少年・ヒカルである。ミミとデイビッドはヒカルに「自分たちは悪い宇宙人・デイモン星人の地球侵略を阻止するためにやってきた」と説明、あまり物事を深く考えない子供のヒカルはその説明を聞いてホイホイと安請け合いし、アニマジンの仲間になって戦うことにしたのだ。
しかし、本当はアニマ星人も地球を侵略しにやって来た（悪くはないが地球にとっては良くもない）宇宙人たちであった。この秘密にヒカルが気付く日は来るのだろうか？
そして、デイモンビーストを街に放ったデイモン星人・リーの次なる一手は…。

## 登場キャラクター

### ヒカルとアニマ星人
アニマ星人は本来の姿は地球でいうところの人狼によく似た獣人の風貌で、目が常に発光している。デイモン星人とは「因縁の歴史」を持つ宿敵同士らしい。
ヒカル
声 - 潘めぐみ
本作の主人公。地球人男子（日本の小学校高学年くらい）。
偶然、ミミの落し物である変身リング・ナノデバイスを身につけたことでアニマジンに変身出来るようになり、もともと「スーパークールな」ヒーローに憧れていた事もあってか、浮かれ気分のまま戦いに身を投じてしまう。
戦いを重ねると共にマスター・ゼンからの教えによる修行を受け、ナノ・エレメント（五行）を使いこなせるようになり、「五行マスター」となり、やがて周囲から「伝説のアニマジン」と思われるようになっていく。
当初、リーの正体がデイモン星人だとは全く気付かず、タケから真実を知った事で裏切られたと思い込み激昂し、一時は五行の力を失うが、最終的にはリーに寄せる友情は変わらない事に気付き、彼との最終決戦で和解し、五行の力も取り戻した。
ミミ
声 - 藤井ゆきよ
アニマ星人の少女。見た目はボーイッシュな普通の（日本の小学校高学年くらい）女の子だが、この姿はナノデバイスで地球人に変身したもの。しかもアニマ星の王国（アニマ王国）正当皇位継承者でもある。自身の立場に相当なプライドを持っており、実に気が強く、ついつい父母の穏和な侵略姿勢に腹を立ててしまうことも。侵略対象の地球人を当初は見下しており、ヒカルと同じクラスに転校してきた際にはまるで可愛げがなく、特にヒカルに対しては事あるごとにキツく相対してしまう。
物語の後半で五行マスターになった。
デイビッド / ラルー
声 - 高瀬右光
ミミの父親。彼もまたアニマ王国の皇位継承権を持つ、地球侵略の命令を受けたアニマジン先行部隊のリーダー的存在。アニマジンとしての名前は「ラルー」。穏やかな人柄で、ついつい地球侵略よりも地球の自然研究のほうをやりたがるのでミミにとっては頭痛の種ともいえる存在（侵略行為は彼を皇位継承者として鍛え直す意味合いもあるらしい）。
実の兄であるアレクとは昔は仲が良かったが、後述する理由でアレクが失踪後、本来の夢であった宇宙生物学者への道を諦めて次期国王候補に成らざるを得なかったため、家族が彼の名前を口にするのも非常に嫌がる。
物語の後半、アニマ国王の命により意に反し地球侵略計画を遂行せざるを得ない状況になるが、最終的には次期アニマ国王として現国王に背き独自に地球との和睦を宣言。これによりアニマ星と地球は友好条約を結び、ミミたちも公にアニマ星人として扱われるようになった。
アンナ / エイダ
声 - うえだ星子
ミミの母親。アニマジンとしての名前は「エイダ」で、地球人の姿はどこにもいそうな活発的な普通の明るい女性。一応侵略者としての自覚はあるが夫の考えには別に反発もせず、最近引っ越した家の周辺住人とも仲良くやっている。ともすればキツくなりがちなミミのヒカルへのツッコミを上手く和らげてくれる人物。
アニマ国王（アニマキング） / グレイ
声 - 星野充昭
アニマ星の現・国王。本名は「グレイ」。デイビッドにとっては父でありミミの祖父。銀河（宇宙）連邦評議会の決定に従い彼らを地球に送り込んだ。国王という立場上デイビッドには厳しく接するが、ミミには甘い一面もある。
物語の後半では激化するデイモン星の地球侵略に対抗するため、デイビッド / ラルーへ地球侵略を命じるが、心の中では忸怩たる想いを持っていたようであり、デイビッドが次期国王として自分に地球との和睦を宣言した際には、「勝手にしろ」と言いつつ、彼の意に従った。
マスター・ゼン
声 - 中博史
ナノ・エレメントを駆使して戦う「アニマ武術」の総師範代。その名はアニマ星でも知れ渡っており、国王とも対等に会話出来るほどに畏敬の念を抱かれている。ミミは彼に五行の稽古を付けて欲しいと思っているが、多忙な事と気まぐれに現れ忽然と去る行動スタイルのせいで、なかなか教えを得られない。
ある理由で地球にやって来た時、たまたまデイモンビーストに苦戦しているヒカル（アニマジンに変身中）と出会い、地球人でありながら五行の一つファイヤーエレメントを使うヒカルに興味を持ち、五行の修行を付けてやるようになる。やがて急速に五行の力に目覚めていくヒカルの才能を見て、ヒカルこそ自分が長年探し求めていた「伝説のアニマジン」と確信する。
アレク
声 - 加瀬康之
星から星へと渡り歩く青年（後に、物資を星間輸送する船の船長であると判明）。ぶらりと訪れた地球で、またしてもたまたまデイモンビーストに苦戦しているヒカル（アニマジンに変身中）と出会って興味を持ち、以後しばしば彼を助ける。
その正体はデイビッド / ラルーの兄。本来ならば彼こそがアニマ星の次期国王になるはずであったが、その事を国民に発表する式典の当日、忽然と姿をくらましてしまった。実はその直前、彼が「伝説のアニマジンを導く者」であるとの託宣があり、それに従い星々を流離う事にしたのだが、その事をきちんと周囲の人間たちに説明しなかったため、デイビッドに嫌われる事になってしまった（本人に言わせると「（どうせ旅に出ると言っても引き止められるし）元々国王は自分の性には合ってなかった（ので丁度よかった）」との事）。
ナノ・エレメントの使いこなしも卓越したモノがあり、マスター・ゼンによれば史上最も若く五行マスターになったという。
マスター・アーギロス、マスター・ボロン、マスター・オーラム
声 - 小形満、駒谷昌男、丸山壮史
アニマ星の賢者（マスター）が集う「マスター会議」のメンバーたち。ヒカルが「伝説のアニマジン」である事に対し最初は懐疑的であったが、ヒカルの五行マスターとしての力と、地球侵略を企てたデイモン星人（リー）をも友達にしてしまうヒカルの純粋な心を見て、ヒカルを「伝説のアニマジン」と認めた。

### デイモン星人
本来の姿は地球で言うところの鬼のような風貌。アンナほかアニマ星人の説明によると「銀河連邦評議会」に属さない無法の宇宙人で、デイモンビーストを未開惑星（この場合、地球のこと）に放ち現地種族を滅亡させた後、自分たちの領土星にしてしまうという。彼らは地球人やアニマ星人のように個別の名前を持っておらず、同じ星人同士では4桁の識別ナンバー数字で呼び合う。本拠地である「デイモン星」は逆ピラミッド型の超大型宇宙戦艦で宇宙を自由に航行出来るため、その場所は一定していない。
リー
声 - 田村睦心
デイモン星から地球侵略の尖兵としてやって来た「4707」。地球人の姿は少年男子（日本の小学校高学年くらい）。ミミと同じ日にヒカルとタケのクラスに転校してきたが、話しかけてきたタケを冷笑混じりに無視するなど、地球人を小バカにしていた。
様々に工夫をこらしたデイモンビーストを作って地球侵略を行おうとするが、急速に能力を高めていくヒカルに敗北を重ね続け、ボスから叱責を受け続ける。
やがて自身の正体をもタケを通してミミ一家、そしてヒカルに知られてしまい、半ば自暴自棄ぎみにヒカルに最後の勝負を挑む。自分の信頼が裏切られたと思い込み激昂するヒカルと取っ組み合いの大げんかになったが、最終的には侵略者である自分をも「友達だ！」と言い切るヒカルに心を揺り動かされ、自分に変わって地球侵略を遂行しようとする4706の弱点を教えた事で完全にデイモン星と決別。以降、「デイモン星人の4707」という名前を捨て、「ヒカルたちの友達であるリー」として地球で生きていく事にした。
物語の後半からは「両親の仕事が落ち着くまで」という名目でエマを了承させ、ヒカルの家に住んでいる。「ヒカルとタケの友情に応えるため宇宙一の友達になる」という決意のもと、ヒカルのために戦闘用プロテクターをナノデバイスに仕込んだり、通信用に貰った自分用のナノデバイスを解析したりと研究に余念がない。
この研究の甲斐もあり、アニマジンに変身（ナノ・フュージョン）出来るようになり、さらに五行エレメントをプログラミングし、極めて短時間で五行マスターになれた。
過去のリー
リーが五行マスターに成った際、「五行マスター化の副作用」（#用語を参照）で一時的に頭脳が超天才レベルに高まった時の状態。あまりの天才ゆえに未来に起こる出来事を事前の計算で完璧に見通す事が出来、要所要所でリーのナノデバイスに事前に記録しておいたホログラフ映像で、現在のリーに様々な役立つ情報やプログラムなどを提供する。
復活し暴走する「4706」への猛攻に際し、現在のリーへ最後のメッセージを伝えた後、リーは元の状態に戻り、消滅した。
ボス
声 - 下山吉光
リーの直属の上司。随時リーに秘密通信で指令を送る。
リーがヒカルたちの仲間になった後4706によって管理責任を追及されデイモン星を追放処分となったが、双子のデイモン星人へ復帰を懇願。ヒカルたちを倒せたら復帰を考えてもいいという判断を引き出し、不本意ながら人質を取る戦略を用いて相対したが敗北。瀕死寸前の所でリーにポゼッション（#用語参照）を解除してもらう。キズを癒やした後は、人質に取った人物を安全な場所へ送るため、リーと真の再会を約束して離脱した。
4706
声 - 吉野裕行
若いデイモン星人（見た目はリーより少し年上っぽい）。度重なる失敗を重ね続け、デイモン星から追放処分待ったなしのリーから地球侵略を引き継ごうとその下見に地球へやって来た。本人の弁によると「レベル7」の実力を持ち（リーはレベル1）、地球に来る事前に「ギララ星」なる異星に速攻をかけ侵略を完了しているという。
リーの完全敗北と共に地球侵略を引き継ぎ、「レベル7」のみが持つ圧倒的な戦闘力でヒカルたちを蹂躙していくが、リーの離反行為とヒカルのパワーアップによって倒された。
その後、デイモン星人の貴重なサンプルとして肉体がアニマ星に移送され、調べる内に微弱な生命反応が感知されたため、極秘裏に誰も訪れない「ゴア遺跡」に捕縛されていたが、双子のデイモン星人が奪還、蘇生処理を施されて復活する。
復活後は以前よりも凶暴性さが増しており、自分を倒したヒカルへの復讐心と憎悪を露わにする。双子から与えられた究極の戦闘能力を使い、ヒカルへ復讐戦を挑むが、その戦闘能力は彼の自我を奪い暴走の果てに自爆する戦闘マシーン化と引き換えに発動するものであった（もともと一度敗北した時点で「4706」はデイモン星を追放処分になっており、復活させヒカルたちへ差し向けられたのは言わば双子の「お遊び」のようなものであった）。
暴走を止めようとするリーに一瞬心を開きかけるが、この事実を双子から知らされた際に死を覚悟。今わの際にデイモン星人にポゼッションを施し自分をこのような運命に陥れた支配者を探し出し倒せとリーに告げ、壮絶な最期を遂げた。
アリス
声 - 大久保瑠美
物語の後半よりヒカルのクラスに転校してきた金髪翠眼の美少女。その正体はデイモン星が送り込んだ地球侵略チームのリーダーであり、「4706」と同等の「レベル7」。「4706」は自身のレベルに慢心しヒカルを甘く見過ぎて倒されたと考える彼女は、ヒカルの事をよく知るため、先述した通り地球人に化け、学校だけでは無くヒカルの住むマンションの隣室へ部下的存在のスノウ・クロウと共に家族と偽り引っ越してくるなど、大胆な策略を実行した。
この策略の結果、一時はヒカルを一種の洗脳でデイモン星人にし味方にする事にも成功したが、同時期にリーによって正体を暴かれ、最後の戦いを挑み敗退。力に飲まれて暴走しかけたが、元に戻ったヒカルの懸命の活躍で助かり、ポゼッションを解除してもらって「友達」になった。その後、ポゼッションを仕込んだ「何者か」の正体を知るためスノウ・クロウと共に地球を離れる。
スノウ、クロウ
声 - 志田有彩、茂木たかまさ
4706が倒されてから3ヶ月後に地球に襲来してきた新たなるデイモン星人の青年男女コンビ（女がスノウで、男がクロウ）。両方とも「レベル6」で、レベル7のアリスを「さま」付けで呼び、付き従っている。地球人に化けた際にはアリスの兄・姉として振舞う。
アリスが最後の戦いをヒカルに挑み暴走した際には一時見放したが、リーの説得に応じて共闘、最終的にはポゼッションを解除してもらい、真実を知るためアリスと共に地球を離れた。
双子のデイモン星人
声 - 宮田幸季
アリスたちを密かに監視していた二人の若いデイモン星人（見た目は「4706」と同じくらい。個々の識別ナンバーは片一方が「0109」、もう一方は不明）。双子というアビリティを活かして常に二人で行動し、相互の会話によって綿密なコュミニケーションを取っている。デイモン星の支配者ゼロにも直接謁見出来る、数名しかいない最高幹部の地位にある模様。
アリスたちが地球を離れた直後に独自の行動を開始。密かにアニマ星にテレポートし、「4706」が囚われていた「ゴア遺跡」の警備プログラムを難なく解除する程の高度なスキルを持つ。戦闘力においても独自の改良を施したプログラムでデイモンビーストに通常の3倍レベルのパワーを与え、ヒカルたちを軽くあしらった。
その後も「デイモン星」を捜すため宇宙を往くヒカルたちを倒せというゼロの勅命を受け、ヒカルたちに様々な強敵を送り込む。
ゼロ
声 - 麦人
物語の後半に登場するデイモン星の支配者。アリスによると数十万年に宇宙に誕生した、すべてのデイモン星人の始祖。今もなおデイモン星の頂点に君臨する驚異的な生命力と鋭利な頭脳と恐るべき戦闘能力を持つ究極の生命体。デイモン星人に「ポゼッション」プログラムを組み込んだのも「彼」の仕業によるもの。
数々のデイモン星人が侵略に失敗し、アニマ星人とも友好を結んだ地球を危険視。超破壊兵器「デイモンダークキャノン」で地球を完全消去させる事を決定する。

### ヒカル達の関係者
タケ
声 - 村川梨衣
ヒカルの同級生で眼鏡をかけた少年。大人しく成績もクラスで上位にいるが運動センスは絶無。「UFOを見た！」というヒカルに付き合って授業そっちのけで学校外に探索に出たりするなど、地球外生命体絡みの事にはド外れた行動をする事も。
物語中盤、ふとした事からリーの正体が異星人である事を知ってしまい、リーにヒカルが戦えなくするような裏工作を強要されるが、最終的にヒカルを裏切れず、すべてをヒカルやミミ一家に明らかにしてしまう（この際にミミ一家の正体も知る）。
以後、アンナから通信用にナノデバイスも貰い、ヒカルの戦いの手助けをするようになった。
エマ
声 - 宮島依里
ヒカルの母。ヒカルが幼い頃に消防士だった夫を事故による殉職で失う。以後一人でヒカルを明るく元気な子に育て上げた。普段はアンナ同様に闊達な性格。
ヒカルの父
生きている時には様々な活躍をしたらしく、ヒカルにとっては「スーパークール」なヒーローの象徴でもある。今際の際にヒカルは彼に変わってネオシティを守ると誓いを立てた。
「4706」の猛攻の際に意識を失い、生死の境をさまようヒカルの前にイメージのような形で現れ、彼に逆転のヒントを与えた。その際は自分が死んだ事を含め、細かい事には拘らないヒカルとよく似た性格であった。
ドラルー
ヒカルが五行マスターとしてナノ・エレメントを極めた事により、5大エレメントの精霊から貰い受けた「ナノバディ」（エレメントの化身のようなもの）。物語の後半より登場。ヒカルがアニマジンに変身しているときにだけ現れる。
小さく可愛い赤き龍の子のような見た目で、人語はしゃべらないが、ヒカルの言うことは理解できる。
ミミコ
ミミが五行マスターになった際、手に入れたナノバディ。見た目は薄桃色をしたユニコーンの子。
フェリック
リーが五行マスターになった際、手に入れたナノバディ。見た目は薄紫色をしたトリのような子供（真の姿はフェニックス）。

## 用語

五行属性（ナノ・エレメント）
この宇宙を成り立たせている5つのエレメント（元素）。劇中では単に「五行」（ごぎょう）あるいは「エレメント」と言うことが多い。アニマジンの攻撃は基本的に五行属性を利用しており、各人ごとに属性が設定されているが、伝説によると、後天的に別の属性を習得（マスター）出来、それら全てを持つ者こそ「ヒーロー（五行マスター）」であると言われている。
- ファイヤー（火） - ヒカルの属性。メタルに対して優位性を持つ（火は鉄を溶かす）。
- アース（土） - ミミの属性。ウォーターに対して優位性を持つ（土は水を濁らせる）。
- ウッド（木） - デイビッドの属性。アースに対して優位性を持つ（木は土を吸い尽くす）。
- ウォーター（水） - アンナの属性。ファイヤーに対して優位性を持つ（水は火を消し止める）。
- メタル（鉄） - ウッドに対して優位性を持つ（鉄は木を砕く）。

※右図は本来の五行解説画像（「相剋」が上記解説における「優位性」に相当する。「金」は本作では「鉄」（メタル）に置き換わっている。）。
デイモン星人も五行の法則は理解しているが、自ら五行を使う事は出来ないらしく、リーはナノ・エレメントを埋め込んだデイモンビーストを作り出す形でアニマジンたちに対抗している。
五行マスター
ナノ・エレメント（五行）の力を全て持つ者。ヒカルはマスター・ゼンに修行を付けてもらった結果、ファイヤー以外の4エレメントをも使えるようになったが、ゼンに言わせると「五行マスターの入り口に立った段階」に過ぎず、後述する様々な応用ワザを自由自在に操れるようになってこそ真の五行マスターと言えるとの事。
五行マスター化の副作用
五行マスターになると、エレメントの活性化作用により、一時的に精神に変調を来す事が多い（個人差もあり、直後に成る者が多いが、少し経ってから成る者もおり、極まれには全く変調しない者もいる）。具体的には、その者の一番不得手な事が極限レベルにまで得意になる。
例として、ヒカルは勉強が大好きで成績も優秀になり、リーは苦手だったプログラミングが未来をも見通せる程の超天才レベルにまで高まり、ミミは普段とは正反対の可愛い性格になった（ミミの一番不得意なものは「女の子らしい振る舞い」だったため）。
ダブルエレメント
“ 倍加のエレメント ”とも。1人が同じ属性のエレメントを2つ出し、それを掛け合わせて1つのエレメントにする（ナノ・フュージョン）過程の後、もう1人が生み出した異なるエレメントと組み合わせる合体技。単独のエレメントよりも大きな力を生み出せるが、ナノ・フュージョンは難しい技で、五行マスターレベルでないと完全には発動できない。ヒカルは初発動時にはミミからナノデバイスを貸してもらい、2つのデバイスを使ってナノ・フュージョンを発動させた後、マスター・ゼンが生み出したエレメントによって技を成功させた（その後、修業を重ねてデバイスが2つ無くてもナノ・フュージョンが出来るようになった）。
ヒカルは「4707」との死闘時、ヒカルの父（のイメージ）からヒントを貰い、自分が得た五行の力を自分の分身のような形で「エレメントの精霊」として現出させ、精霊たちが持つ異なるエレメントとナノ・フュージョンで生み出したエレメントを合体させる事で、自分一人でもダブルエレメント攻撃が出来るようになった（これを「ダブルエレメントプラス」という）。
アニマレキ
アニマ星人が創生してから今日に至るまで、「マスター・ノエル」が書き記し代々の支配者に受け継がれている古文書（文字情報が不明なため便宜上カタカナで全表記している）。過去・現在、そして伝説のアニマジン（後述）出現までが記されており、いわゆるアカシックレコードに近い。
この書を悪意ある者が読めば未来までも見通せる恐るべき力を与えてしまう事から、具体的な内容はアニマ星の国王と「マスター会議」の幹部たちしか知らないよう、厳重に管理されている。
伝説のアニマジン
アニマレキの終章に「その者ドラゴンを従え彼方の星より現れる 流浪の獅子に導かれ 邪悪の星の悪しき来歴終わらすために」と予言された救世主。
マスター・ゼンはアニマ星人とデイモン星人との永きに渡る戦いに終止符を打つため「銀河で最も傲慢で稚拙な知的生物の治める未開の星の中に現れる」とも記された「その者=伝説のアニマジン」を探しており、知己のデイビットやミミが侵略しようとしている地球が「伝説のアニマジン」の現れる星ではないかと思い、立ち寄った。
後にヒカルが自分一人で生み出したダブルエレメント攻撃と共に召喚した五行の精霊がアニマレキに記された「ドラゴン」の形を取っていた事や、五行の精霊はナノ・エレメントを極めた者にしか召喚出来ない事などの理由により、ゼンや他のマスターたちは、ヒカルを「伝説のアニマジン」であると確信した。
ナノデバイス
ミミたちアニマ星人を地球人の姿に変える力を持つ腕輪。外すと短時間で本来の姿に戻ってしまう。ミミは転校初日にうっかり外して学校に置き忘れてしまい、それをヒカルが届けてあげようと装着してミミ家に行く途中、逆にアニマジンの姿に変身してしまった。デイビッドはこれを「遺伝子変換プログラムが地球人に対しては逆作用してしまったのではないか」と推察している。
変身機能のほか、デイモンビーストのエレメント属性サーチや、倒したデイモンビーストをデータ化して腕輪に捕獲する機能などもある。
物語の中盤、ヒカルの戦いとリーとミミの正体を知ったタケにも通信用としてナノデバイスが渡される。試しにヒカルのように変身を試みたが、お尻にシッポが生えただけだった（後半からはリーも持つようになる）。
銀河連邦評議会
銀河宇宙に存在する惑星国家群の全体総意を司る最高決定機関。「銀河宇宙連邦評議会」とも。評議会の理念に反する種族を武力によって討つ事で銀河の平和と安定を何十万年も維持してきた。現在の地球人が歩もうとしている進化をデイモン星人のような邪悪な種族化への道であると危険視しており、アニマ星の地球侵略は評議会の後押しもあって決定した模様。
ポゼッション（プログラム）
劇中では主に「何者か（後にデイモン星人支配者ゼロと判明）」が全てのデイモン星人を支配するためにDNAレベルで組み込んだ、意識をコントロールするための「プログラム」を指す。デイモン星人はポゼッションによって宇宙を侵略する事に何のためらいも無い。また「仲間」や「友達」という概念を完全に喪失し、一部の最高幹部以外は支配者の存在や本拠地「デイモン星」の所在も知らされず、ひたすらに上からの命令で侵略行為を行うだけの存在になっている。
物語の後半で「過去のリー」が最初に存在に気付き、解除プログラムを作成。現在のリーによってアリスたちに施し、彼らがヒカルたちに対し友好的な態度を取り戻した事で立証された（なお、リーにもポゼッションが施されていたはずなのだが、本編では彼がどうやってポゼッションを解除したのかは明確に描かれていない）。
ガルマ石板
ヒカルに倒された「4706」が収容された「ゴア遺跡」の最奥部に置かれている巨大な石版。石版には「アニマレキ」にも記されていない重要な情報が記されていたようだが、永い年月の影響で文字が破損して（と、思われていた）、今では何が記されていたのか判らなくなっていた。
その後、デイビッドが休暇を利用して地球のヒマラヤ氷河の地質を調査していたところ、クレバスに閉ざされていた神殿のような洞窟の最奥部に、「ガルマ石版」と概ね同一の石版が見つかった。コレに記されていた文字も、ガルマ石版と同様に読み取れなかったが、デイビッドのヒラメキでガルマ石版と地球のソレの文字データを重ねることで、五行マスターの中でも特別な者にしか読めない「エレメント言語」が発動するように仕掛けてあった事が判明した。
マスター・アーギロスが、このエレメント言語を読み取った際、太古の五行武術創始者「マスター・ノエル」が地球とアニマ星に関する「重要な創世の秘密」を記していたと読み取った。しかし読み取りの途中でゼロと双子たちが遺跡を襲撃。全てを読み取る前に石版は破壊されてしまったが、デイモン星の支配者がわざわざ出向いてまで破壊した事から、ゼロにとって不利益な内容（弱点など）が記されていたのではないかと推察されている。

## スタッフ
※ 日本語版。本放送ではアルファベット表記。本項では日本語表記が分かるものに関しては和名で記載した。
- 監督・キャラクターデザイン - 前沢雅彦
- シリーズ構成 - 前沢雅彦/加藤還一
- 総作画監督 - 新井豊
- プロップ・背景デザイン - 鳥居大介
- 美術監督 - チェン・ニンゾウ（陈宁卓）
- 撮影監督 - チョウ・ホンボウ（张红波）
- アフレコ演出 - 久保宗一郎
- 音響制作 - 東北新社
- 企画 - KALEETO、CSPG MEDIA、テレビ東京、白組、GENCO、Children's Playground Entertainment
- プロデュース - Children's Playground Entertainment（プロデュース協力：GENCO）
- 制作 - JIUBAO ANIMATION
- 製作 - テレビ東京/ナノ・インベーダーズ製作委員会

## 主題歌
オープニングテーマ「NO ONE」
作詞・歌 - Christine Welch /  作・編曲 - Shan Tao
エンディングテーマ「Placebo」
作詞 - Weixiang Wang / 作曲 - Zhirong Lin / 歌 - TRASH

## 各話リスト
1. 侵略だっ！
2. 勝負だっ！
3. 動物園だっ！
4. 泥棒だっ！
5. BBQ(バーベキュー)だっ!
6. ロックだっ！
7. 遺跡だっ！
8. マスターだっ!
9. 修行だっ!
10. 演劇だっ!
11. 買い物だっ!
12. 何者だっ!
13. 天才だっ!
14. ＵＦＯだっ!
15. お化け屋敷だっ!
16. ダディだっ!
17. 不審人物だっ!
18. 伝説だっ!
19. フラワーだっ!
20. 秘密だっ!
21. 絶交だっ!
22. 友達だっ!
23. 消滅だっ!
24. 誘拐だっ!
25. 地球侵略だっ!
26. 覚醒だっ!
27. 3カ月後だっ!
28. どこだっ!
29. 弱点だっ!
30. カミングアウトだっ!
31. 別人だっ!
32. かいかぶりだっ!
33. デイモン星人だっ!
34. 私のものだっ!
35. 決着だっ!
36. 復活だっ!
37. バレたっ!
38. 滅亡だっ!
39. 後は任せたっ!
40. 出発だっ!
41. お別れだっ!
42. 一対一だっ!
43. アホウワシだっ!
44. 石版だっ!
45. 落第だっ!
46. 正面衝突だっ!
47. ダークエレメントだっ!
48. かこまれたっ!
49. 脱出だっ!
50. デイモン星だっ!
51. 不完全だっ!
52. 地球だっ!

## 放送局
| 放送地域 | 放送局     | 放送期間                                              | 放送日時                          | 放送系列 | 備考 |
| -------- | ---------- | ----------------------------------------------------- | --------------------------------- | -------- | ---- |
| 日本全域 | BSジャパン | 2014年10月10日 - 2015年3月27日 2015年4月6日 - 10月4日 | 金曜 8:00 - 8:30 日曜 6:30 - 7:00 | BS放送   |      |